# 野中四郎
野中 四郎（のなか しろう、1903年（明治36年）10月27日 - 1936年（昭和11年）2月29日）は、日本の陸軍軍人。二・二六事件の中心人物の一人。最終階級は歩兵大尉。

## 生涯
岡山県岡山市出身。陸軍軍人であった野中勝明の四男で、叔父・類三郎の養子となっている。東京府立第四中学校を経て陸軍幼年学校卒業。1924年（大正13年）7月、陸軍士官学校歩兵科を卒業（36期）。
1924年（大正13年）10月25日任歩兵少尉、補歩兵第66聯隊附（当時の官報によると下重龍雄とともに補職）。しかし、宇垣軍縮によって1925年（大正14年）5月1日に歩兵第66聯隊が廃止され、このタイミングで歩兵第3聯隊附に異動している。1927年（昭和2年）10月25日に任歩兵中尉。1933年（昭和8年）8月1日に任歩兵大尉、補歩兵第3聯隊第7中隊長。野中自身は職務に熱心で、派閥抗争や革新運動にも名が上がらず、西田税の聴取書でも「面識がない」とされた。
1936年（昭和11年）2月26日、二・二六事件で約500名の下士官兵を率いて警視庁及び桜田門付近を占拠。29日、山下奉文少将に自決を促され、叛乱の責任を取って陸相官邸で拳銃自殺した、34歳。自殺に際しては、旧知の間柄であった井出宣時大佐（当時）が立ち合い、遺書を預かっている。原隊（歩兵第3連隊）での通夜の後、四谷の自宅に遺体が届けられた。戒名は直心院明光義剣居士。死後のことながら、没日付で正七位返上を命じられ、大礼記念章（昭和）を褫奪された。
3月2日、妻・美保子は新聞各社の取材攻勢に対し、夫の行動を世間に詫びる手記を発表した。これは事件に関与した将校の未亡人が発表した唯一の手記となっている。美保子夫人は一人娘と共に実家に帰り、北陸地方で図書館に勤務した。
毎年2月下旬、岡山市中区平井の東山霊園内・野中家墓地の野中四郎の墓前にて、有志により神道式の慰霊祭が行われている。

## 親族
- 父　野中勝明（陸軍少将）
- 兄　野中次郎（陸軍中佐、二･二六事件当時は佐倉歩兵第57聯隊中隊長で歩兵大尉、33期）
- 弟　野中五郎（海軍大佐、二･二六事件当時は海軍少尉。少佐で戦死後に二階級特進、海兵61期）

## 演じた俳優
映画
- 菅佐原英一（『叛乱』、1954年）
- 松本朝夫（『重臣と青年将校 陸海軍流血史』、1958年）
- 大村文武（『銃殺』、1964年）（野田大尉名義で）
- 北川俊夫（『日本暗殺秘録』、1969年）
- 萩原健一（『226』、1989年）

舞台
- 山本勝（『狂騒昭和維新』、1975年）
- 小野寺隆一（『恋が散る、雪が舞う』、2005年）